# Peças (álbum)
Peças é o terceiro álbum do músico brasileiro Paulo Lepetit. Ele foi lançado em 2004 com o selo "Elo Music".
Este álbum integra o Projeto CD7 da gravadora Elo Music. Neste projeto (cuja ideia foi do próprio Paulo Lepetit), como uma iniciativa para se reduzir os custos de produção e, assim, o preço final de venda para o consumidor, bem como a pirataria, os álbuns têm apenas 7 faixas.
Neste álbum, Lepetit vem acompanhado de sua banda, intitulada "Lepetit comitê", formada por Adriano Magôo, Webster Santos, Marco Costa e Hugo Hori.

## Faixas
1.Mitar (Paulo Lepetit)

2.Degas (Paulo Lepetit)

3.Nego Mário (Paulo Lepetit)

4.Palmar II (Paulo Lepetit)

5.O porão (Paulo Lepetit)

6.Barroca (Paulo Lepetit)

7.Andei pensando (Paulo Lepetit, Tata Fernandes)

## Prêmios e Indicações
| Ano  | Prêmio     | Categoria    | Indicação | Resultado | Ref   |
| ---- | ---------- | ------------ | --------- | --------- | ----- |
| 2005 | Prêmio TIM | Melhor Álbum | Peças     | Indicado  | [ 3 ] |